# Un blanc fàcil
Un blanc fàcil (títol original en francès, La Syndicaliste) és una pel·lícula de thriller polític i de drama franco-alemanya dirigida per Jean-Paul Salomé i estrenada el 2022. S'ha doblat i subtitulat al català.
Es tracta de l'adaptació del llibre d'investigació homònim publicat per Caroline Michel-Aguirre, la cap del departament d'investigació de L'Obs, dedicat a Maureen Kearney, sindicalista de l'empresa Areva que va denunciar les maniobres politicoeconòmiques al voltant de la indústria nuclear francesa i dels interessos de la Xina. Aquesta alertadora va patir intimidacions i fins i tot una violació el desembre de 2012.
La pel·lícula es va presentar a competició a la secció «Orizzonti» a la 79a Mostra Internacional de Cinema de Venècia.

## Argument
Maureen Kearney, sindicalista de la Confederació Francesa Democràtica del Treball (CFDT) i secretària del comitè d'empresa europeu d'Areva, l'empresa francesa multinacional de la indústria nuclear, és una dona compromesa i apreciada pels treballadors que manté una bona relació laboral amb la gerent de l'empresa fins a la seva substitució. Cadascuna pateix al seu nivell retrets d'incompetència i són acusades d'usurpar els seus llocs en aquest món controlat pels homes.
L'any 2012, un informant que treballava a l'Électricité de France (EDF) va informar la sindicalista d'un acord secret entre EDF, Areva i China General Nuclear Power Corporation que permetia transferències de tecnologia nuclear i que amenaçava el futur d'Areva, els seus subcontractistes i la indústria nuclear francesa. Tement greus conseqüències socials, Kearney denuncia aquest projecte i es troba en la posició d'alertador. S'enfronta amb el nou conseller delegat d'Areva, Luc Oursel, part interessada en aquestes negociacions secretes que impliquen intermediaris empresarials. Amb tota la intersindical d'Areva, lidera l'oposició a aquest acord, alerta els polítics i els mitjans de comunicació i aconsegueix que el ministre d'Economia, Arnaud Montebourg, se l'escolti. Sense una acció concreta a canvi, com a últim recurs, es va fixar una reunió amb el president François Hollande per al 17 de desembre de 2012. El dia previst per a aquesta cita, és víctima a casa seva d'una violació amb el mànec d'un ganivet i una «A» escarificada a l'estómac. Lligada a una cadira, emmordassada, una gorra al cap, l'amenacen dient-li «aquest és el segon avís, no hi haurà un tercer».
Els investigadors declaren que les mostres d'ADN preses en l'escena del crim coincideixen amb les de la família i la mestressa, i tampoc no hi ha rastres que demostrin les amenaces telefòniques rebudes. Retinguda a disposició judicial per denúncia d'un delicte fictici, amenaçada i debilitada per l'investigador al·legant que el seu marit hauria declarat en contra seva, la sindicalista confessa sota pressió «haver inventat la seva agressió», i després se'n retrau ràpidament. Finalment, no va obtenir una entrevista amb el jutge instructor i va ser condemnada en primera instància.
Amb el suport del sindicat CFDT, va canviar d'advocat i va apel·lar en contra de la sentència. Els seus defensors rastregen els registres de trucades telefòniques i descobreixen que les mostres d'ADN preses a l'escena del crim no estan disponibles i que físicament no va poder lligar-se, atesa la ruptura del lligament de l'espatlla dreta, que s'havia estat tractant recentment, per ser dretana. L'any 2018, el Tribunal d'Apel·lació la va absoldre i va reconèixer així l'error judicial de l'anterior sentència, així com les múltiples mancances dels investigats.
Durant el període de reconstrucció coneix una dona víctima d'una agressió similar, amb el mateix modus operandi i al mateix departament el 2006, Marie-Lorraine Boquet-Petit, la dona d'un denunciant i executiu de Veolia Environnement.

## Producció
La pel·lícula es va rodar en les localitzacions reals, en particular el poble d'Auffargis al departament d'Yvelines on vivia Maureen Kearney, amb les persones que havien viscut l'escena en aquell moment com a figurants.
El rodatge va tenir lloc l'any 2022, durant 40 dies, als emplaçaments d'Areva a La Défense i a París, a Auffargis i a la Cort d'Apel·lació de Versalles, així com a la vora del llac d'Annecy i en una instal·lació industrial d'Areva a Alemanya en l'escena al començament on les dones són acomiadades
S'han conservat tots els noms dels protagonistes d'aquest afer politicoeconòmic. La pel·lícula reprodueix exactament les paraules del jutge de primera instància i, davant la Cort d'Apel·lació, les del segon advocat de Maureen Kearney, Hervé Temime, interpretat per Gilles Cohen. Mentre que la pel·lícula es va presentar als mitjans de comunicació com abordant un «expedient sensible i escàndol estatal», el director va voler prevenir riscos legals sol·licitant l'assessorament d'advocats.

## Premis i nominacions

### Nominacions
- Festival Internacional de Cinema de Marràqueix 2022: a la secció «Sessions de gala»[20]
- Festival de cinema francès d'Helvètia 2022: a la secció «Els grans primers»[21]

### Premis
Festival de Cinema de Venècia 2022: en competició, a la secció «Orizzonti»
- Premi especial del jurat
- Premi a la millor pel·lícula